# برناردو ردین
برناردو ردین (اسپانیایی: Bernardo Redín‎؛ زادهٔ ۲۶ فوریهٔ ۱۹۶۳) بازیکن سابق و مربی فوتبال اهل کلمبیا است.
از باشگاه‌هایی که در آن بازی کرده‌است می‌توان به باشگاه ورزشی دیپورتیوو کالی و باشگاه فوتبال زسکا صوفیه اشاره کرد.
وی همچنین در تیم ملی فوتبال کلمبیا بازی کرده‌است.